# Maizner János
Maizner János (Vác, 1828. május 24. – Kolozsvár, 1902. június 30.) orvos, szülész, egyetemi tanár.

## Életpályája
Id. Maizner Sámuel (akinek elődei Szászország Meissen városából 1756-ban II. Frigyes porosz király pusztító csapatai elől Csehországon át menekültek Magyarországra és telepedtek le Vácon) és Spitzer Julianna római katolikus szülők fia.
Miután a középiskolát és a kétéves filozófiát a váci piarista rendű gimnáziumban elvégezte, a pesti egyetem orvosi karára iratkozott be. Az 1848. március 15-ei tüntetésben mint orvostanhallgató részt vett ugyan, de a szabadságharctól távol maradt, és miután a nyilvános tanításoknak az egyetem bezárásával vége szakadt, tanulmányait magánúton folytatta és 1849-ben Wagner Dániel pesti gyógyszerész családjánál húzódott meg nevelőként.
1852-ben orvosi oklevelet szerzett a pesti egyetemen. Ezután Balassa János mellett műtőnövendék volt, majd a világhirű Semmelweis Ignác Fülöp mellett asszisztensként működött. Rövid ideig Jászladányban volt községi, majd Kapnikbányán királyi bányaorvos.
1859. június 12-étől a kolozsvári orvos-sebészi tanintézethez a szülészet rendes tanárává nevezték ki, és október 3-án átvette a kolozsvári szülőintézet vezetését, melyben 33 évig működött. A szülészeten kívül ellátta 1860-ban az állatjárványtani és állategészségügyi tanári széket is; 1862-1863-ban előadta a törvényszéki orvostant és tetszhaláltant, 1869-ben ellátta a belgyógyászati katedrát és vezette a belgyógyászati kórházat. 1872. március 10-én az orvossebész tanintézet igazgatójává nevezték ki.
A kolozsvári egyetem megalakításában is élénken részt vett. 1872. június 17-én Lónyay Menyhért gróf miniszterelnök, Pauler Tivadar közoktatási miniszter és Tisza Lajos gróf Kolozsvárra utaztak, és tanácskozásuknak eredménye az 1872. IX. törvénycikkel megalkotott kolozsvári egyetem lett. Ugyanazon év október 29-én a szülészet rendes egyetemi tanárává nevezték ki. Az egyetemi orvosi kar első tanártestületi gyűlésének emlékére 400 forint alapítványt tett. Az 1874/75-ös tanévben az orvosi kar dékánja, az 1885/86-os tanévben pedig az egyetem rektora volt.
Miután 1892. április 9-én neje elhalálozott, nyugalomba vonult. A szülészetben Semmelweis tanainak első hirdetője volt és egy súlyszámítási normának felfedezője, amely általánosan használatban volt.
Kolozsváron halt meg, és ott is van eltemetve a Házsongárdi temető Kertek nevű részében.

## Munkássága
Az egyetemen a szülészet tanára, ez a kutatási területe is. Jelentős az orvostörténeti munkássága is,  1890-ben megírta például a sebészeti intézet történetét A kolozsvári orvos-sebészi tanintézet történeti vázlata címmel.

### Művei
- Az új osztrák bábautasitás, 1881
- A magyar orvostudomány irodalma 1770-ig (Kolozsvár, 1885)
- A Magyar Gyógyszerkönyv (Pharmacopoea Hungarica) 11-ik kiadásának ismertetése, 1888
- Die Gesichte der Klauseuburger med. chirurg. Lehranstalt vom Jahre 1775–1872, 1889
- A kolozsvári orvos-sebészi tanintézet történeti vázlata 1775–1872 (Kolozsvár, 1889) EPA; (Kolozsvár, 1890) REAL-EOD